# 안해성
안해성(安海盛, 1999년 3월 9일~)은 대한민국의 축구선수이다. 포지션은 수비수이다.

## 클럽 경력
2021시즌을 앞두고 포항 스틸러스에 입단하면서 프로 커리어를 시작했다.
2021시즌 여름 이적시장을 통해 K3리그의 경주 한국수력원자력 축구단으로 임대되었다.